# Escudo de Nueva Caledonia
En el escudo de Nueva Caledonia aparecen representados el caparazón de un nautilus, situado delante de un pino de Cook o pino de Nueva Caledonia, representado esquemáticamente y un tejado de una vivienda tradicional con una flecha, que se coloca en dicho tejado, acompañada de un tutut que es una concha. Este símbolo también figura en una bandera no oficial, de uso local adoptada por el Frente Socialista de Liberación Nacional Canaco.
En la parte inferior del escudo aparece representado el mar con dos trazos ondulados.
El pino de Cook o pino de Nueva Caledonia es una especie del género Araucaria que sólo puede encontrarse en este archipiélago. La mayor parte de las caracolas se encuentran en los océanos Índico y Pacífico. 
- Datos: Q1519917
- Multimedia: Coats of arms of New Caledonia / Q1519917